# Koluszki (plaats)
Koluszki is een stad in het Poolse woiwodschap Łódź, gelegen in de powiat Łódzki Wschodni. De oppervlakte bedraagt 9,41 km², het inwonertal 13.331 (2005).

## Verkeer en vervoer
- Station Koluszki